# キム・ジョンウン (女優)
キム・ジョンウン（金諪恩、金延恩1974年3月4日 - ）は、大韓民国の女優。韓国で50パーセントを超える最高視聴率を記録した2004年の連続テレビドラマ『パリの恋人』のヒロイン役などで知られる。本貫は慶州金氏。
『パリの恋人』では2005年5月に開催された第41回百想芸術大賞のテレビ部門で女優最優秀演技賞を受賞した。2008年に公開されたオリンピックのハンドボール韓国代表チームの奮闘を描いた映画『私たちの生涯最高の瞬間』ではムン・ソリなどと共に主演し、第44回百想芸術大賞の映画部門で女性人気賞を受賞した。
2008年から2011年までSBSで137回にわたって放送された音楽トークショー『キム・ジョンウンのチョコレート』では司会を務め、2009年12月に開催されたSBS演芸大賞でプロデューサーベストMC賞を受賞した。

## 出演作

### 映画
- おもしろい映画《原題：재밌는 영화》（2003年）
- 大変な結婚《原題：가문의 영광》（2003年）
- 蝶《原題：나비》（2003年）
- 吹けよ春風《原題：불어라 봄바람》（2003年）
- 私の男のロマンス《原題：내 남자의 로맨스》（2004年）
- 親知らず《原題：사랑니》（2005年）
- 幸せに生きてみよう《原題：잘 살아보세》（2008年）
- 私たちの生涯最高の瞬間（2008年）
- 食客2 〜優しいキムチの作り方〜（2010年）
- ミスターGO!（2013年）※特別出演

### テレビドラマ
- ドクターズ《原題：의가형제》（1997年、MBC）
- 星に願いを《原題：별은 내 가슴에》（1997年、MBC）
- リベンジ（1997年-1998年、MBC）
- この世の果てまで（1998年、MBC）
- ひまわり《原題：해바라기》（1998年 - 1999年、MBC）
- 涙が見えないように（1999年、MBC）
- イヴのすべて《原題：이브의 모든것》（2000年、MBC）
- エアフォース《原題：에어포스》（2000年、MBC）
- 女人天下《原題：여인천하》（2001年 - 2002年、SBS）
- パリの恋人《原題：파리의 연인》（2004年、SBS）
- ルル姫《原題：루루공주》（2005年、SBS）
- 恋人《原題：연인》（2006年、SBS）
- オンエアー《原題：온에어》（2008年、SBS）
- 総合病院2《原題：종합병원》（2008年 - 2009年、MBC）
- カムバック マドンナ〜私は伝説だ《原題：나는 전설이다》（2010年、SBS）
- 奇跡のオーディション《原題：기적의오디션》（2011年、SBS）
- 約束の恋人《原題：한반도》（2012年、TV朝鮮）
- ウララ・カップル《原題：울랄라부부》（2012年、KBS）
- 女を泣かせて《原題：여자를 울려》（2015年、MBC）
- デュエル〜愛しき者たち〜（2017年、OCN）
- 僕のヤバイ妻《原題：나의 위험한 아내》（2020年、MBN）
- 力の強い女 カン・ナムスン《原題：힘쎈여자 강남순》（2023年、JTBC）